# Associazione Calcio Treviso 1977-1978
Questa voce raccoglie le informazioni riguardanti l'Associazione Calcio Treviso nelle competizioni ufficiali della stagione 1977-1978.

## Rosa
| N. |                   | Ruolo | Calciatore       |
| -- | ----------------- | ----- | ---------------- |
|    | Italia (bandiera) |       | Biasi            |
|    | Italia (bandiera) | D     | Bonato Stephen   |
|    | Italia (bandiera) | C     | Silvano Colusso  |
|    | Italia (bandiera) | A     | Cossu            |
|    | Italia (bandiera) | D     | Roberto Cusinato |
|    | Italia (bandiera) | D     | Fabrizio De Poli |
|    | Italia (bandiera) | A     | Costantino Fava  |
|    | Italia (bandiera) | D     | Fulvio Fellet    |
|    | Italia (bandiera) | D     | Walter Frandoli  |
|    | Italia (bandiera) | C     | Franco Franzoso  |
|    | Italia (bandiera) | C     | Carlo Innocente  |
|    | Italia (bandiera) | A     | Fabio Marchini   |

| N. |                   | Ruolo | Calciatore          |  |
| -- | ----------------- | ----- | ------------------- |  |
|    | Italia (bandiera) | P     | Luigi Mattarollo    |  |
|    | Italia (bandiera) | D     | Benito Michelazzi   |  |
|    | Italia (bandiera) | A     | Vittorio Petta      |  |
|    | Italia (bandiera) | P     | Iliano Riccarand    |  |
|    | Italia (bandiera) | D     | Sergio Riccardino   |  |
|    | Italia (bandiera) | A     | Romero Rombolotto   |  |
|    | Italia (bandiera) | A     | Mario Stefanelli    |  |
|    | Italia (bandiera) | A     | Sergio Stefani      |  |
|    | Italia (bandiera) | D     | Attilio Tesser      |  |
|    | Italia (bandiera) | C     | Domenico Zambianchi |  |
|    | Italia (bandiera) | A     | Maurizio Zandegù    |  |